# Семененко, Евгений Сергеевич
Евге́ний Серге́евич Семене́нко (укр. Євген Сергійович Семененко; род. 17 июля 1984) — украинский легкоатлет, специалист по тройным прыжкам. Выступал на профессиональном уровне в 2002—2014 годах, обладатель бронзовой медали чемпионата Европы среди юниоров, чемпион Украины, участник ряда крупных международных турниров. Мастер спорта Украины международного класса.

## Биография
Евгений Семененко родился 17 июля 1984 года. Занимался лёгкой атлетикой в Харькове.
Впервые заявил о себе в сезоне 2002 года, когда в тройном прыжке занял пятое место на юношеских Всеукраинских играх в Донецке.
В 2003 году в той же дисциплине выиграл зимнее и летнее первенства страны, получил серебро на взрослом чемпионате Украины в Киеве. Попав в состав украинской сборной, выступил на юниорском европейском первенстве в Тампере, где завоевал бронзовую награду.
В 2006 году показал 12-й результат на чемпионате Европы в Гётеборге.
В 2009 году выиграл зимний чемпионат Украины в Сумах, выступил на чемпионате Европы в помещении в Турине. Будучи студентом, представлял страну на Всемирной Универсиаде в Белграде — в финале прыгнул на 16,80 метра, расположившись в итоговом протоколе соревнований на четвёртой строке. На летнем чемпионате Украины в Ялте стал вторым и установил свой личный рекорд в тройных прыжках на открытом стадионе — 17,16 метра. На чемпионате мира в Берлине в финал не вышел.
В 2011 году в первый и единственный раз в карьере одержал победу на чемпионате Украины — с результатом 16,76 превзошёл всех соперников на турнире в Донецке. На Всемирной Универсиаде в Шэньчжэне вновь стал четвёртым. На чемпионате мира в Тэгу снова выйти в финал не смог.
В 2013 году прыгал тройным на чемпионате Европы в помещении в Гётеборге, в финал не вышел.
В 2014 году среди прочего занял третье место на Мемориале братьев Знаменских в Жуковском. По окончании сезона завершил спортивную карьеру.
За выдающиеся спортивные достижения удостоен почётного звания «Мастер спорта Украины международного класса».